# Ensemble Marktplatz Tännesberg

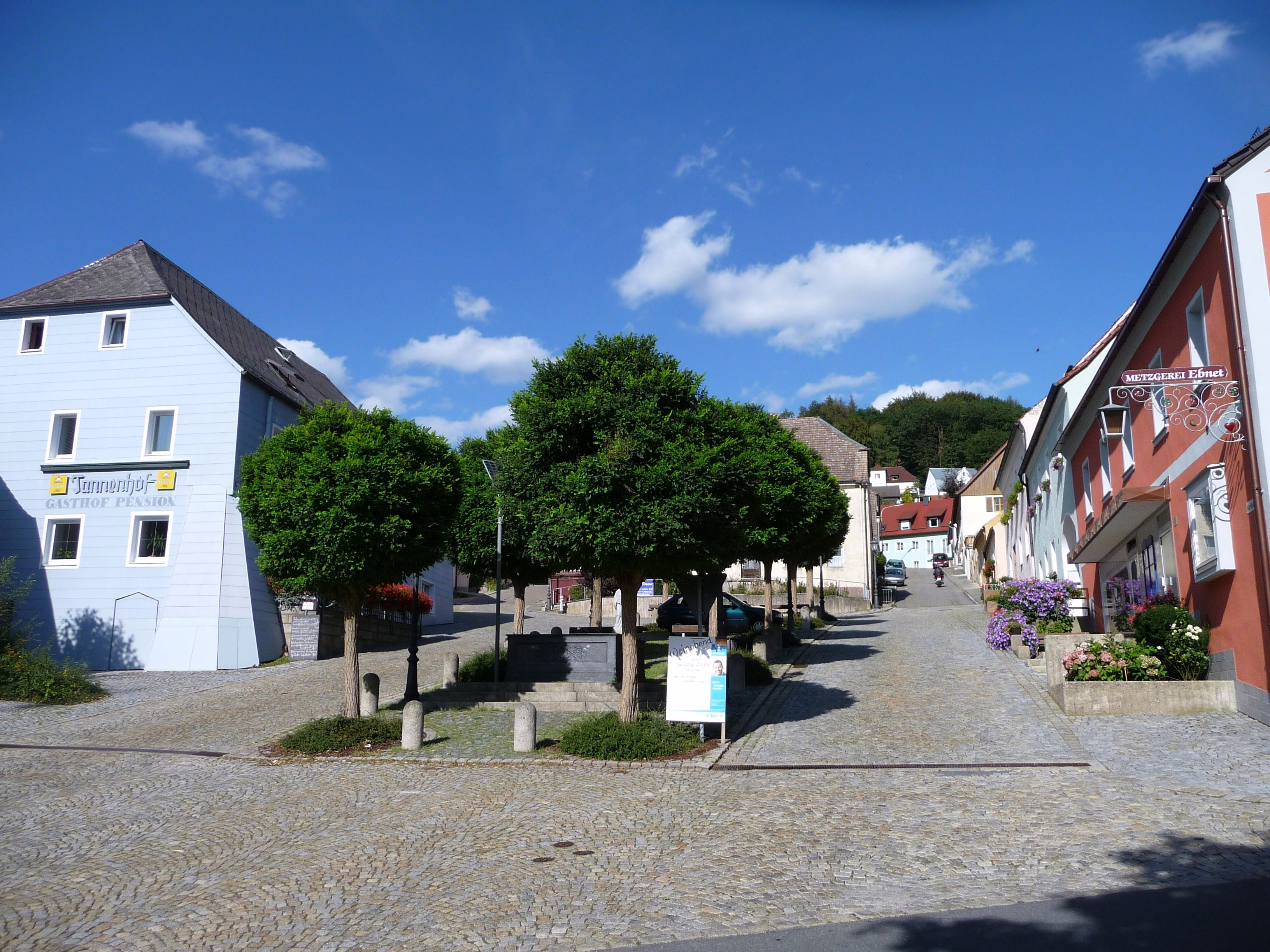
Marktplatz in Tännesberg

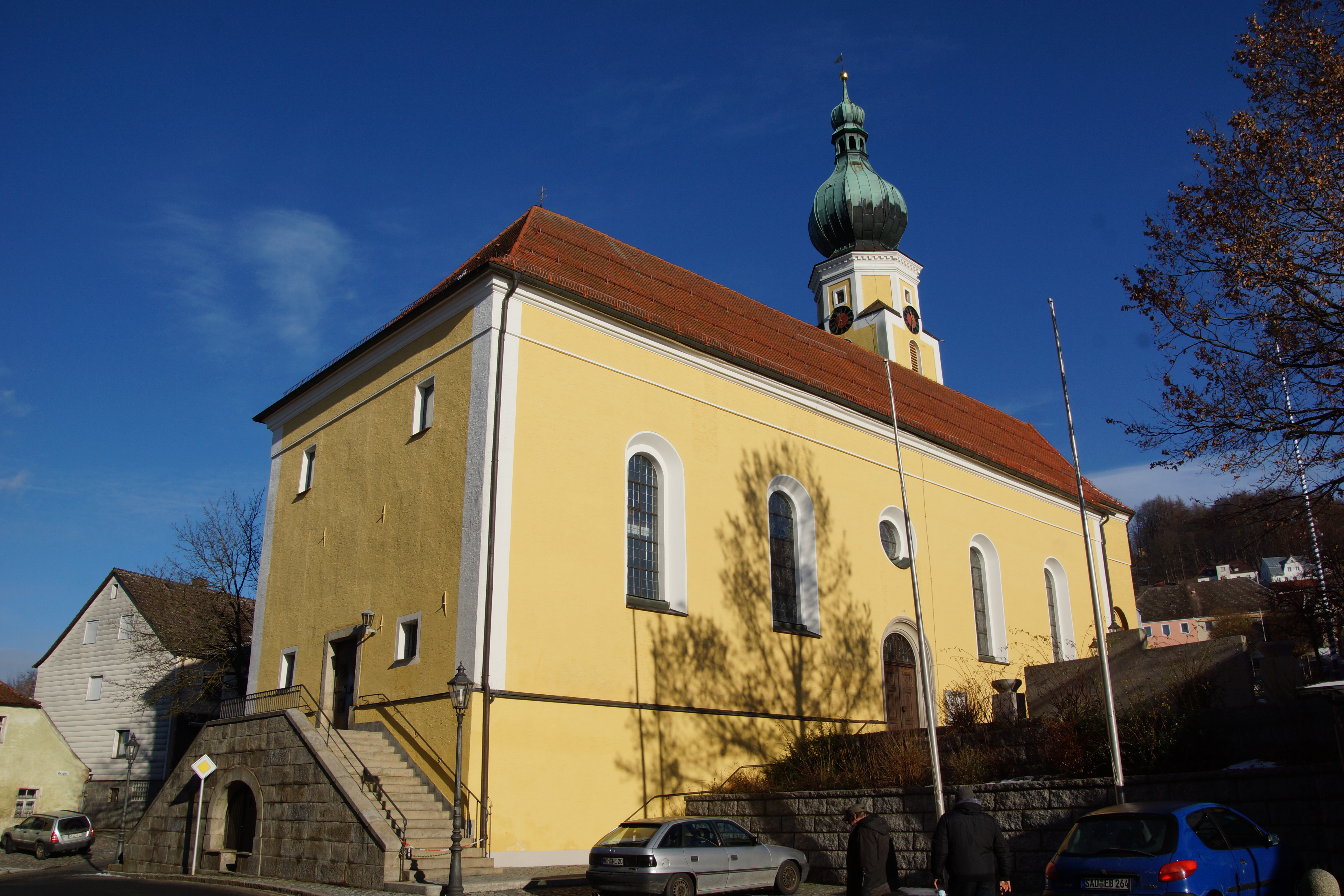
Kirche St. Michael

Das Ensemble Marktplatz in Tännesberg, einer Marktgemeinde im Süden des Oberpfälzer Landkreis Neustadt an der Waldnaab in Bayern, ist ein Bauensemble, das unter Denkmalschutz steht.
Der langgestreckte, zum Burgberg hin steil ansteigende Marktplatz verengt sich hangaufwärts staffelartig. Die Bebauung stammt vor allem aus der Zeit nach dem Brand von 1826, doch wurden auch vorhandene ältere Mauern beim Wiederaufbau einbezogen, die zum Teil noch vor dem Brand von 1726 entstanden waren. 
Die zweigeschossigen Häuser, oft mit Halbwalmdach, begrenzen meist traufseitig den Platz. Die barocke katholische Pfarrkirche St. Michael mit ihrem hohen Turm steht frei im unteren Teil des Marktplatzes. Im oberen Teil steht der Brunnen mit der Figur des Johannes von Nepomuk. 
Unter dem Marktplatz befinden sich Kelleranlagen, die von den einzelnen Häusern aus zugänglich sind.

## Einzeldenkmäler
Siehe: Liste der Baudenkmäler in Tännesberg